# البطولات الوطنية الأمريكية 1950 (كرة مضرب)
قائمة بالأبطال في 1950 البطولات الوطنية الأمريكية لكرة المضرب (المعروفة الآن باسم أمريكا المفتوحة):

## الكبار

### فردي رجال
آرثر لارسن هزم  هيرب فلام 6-3 4-6 5-7 6-4 6-3

### فردي سيدات
مارغريت أوسبورن دوبونت هزم  دوريس هارت 6-4, 6-3